# 加利福尼亞鎮區 (阿肯色州福克納縣)
加利福尼亞鎮區（英語：California Township）是位於美國阿肯色州福克納縣的一個行政鎮區。

## 地方資料
加利福尼亞鎮區的面積為94.21平方千米，當中陸地面積為94.04平方千米，而水域面積為0.17平方千米。根據2010年美國人口普查的數據，當地共有人口2089人，而人口密度為每平方千米22.17人。